# El Puerto de Santa María
El Puerto de Santa María is een gemeente in de Spaanse provincie Cádiz in de regio Andalusië met een oppervlakte van 159 km². Het is gelegen in de Golf van Cádiz aan de monding van de Guadalete.
In 2012 telde El Puerto de Santa María 89.068 inwoners.

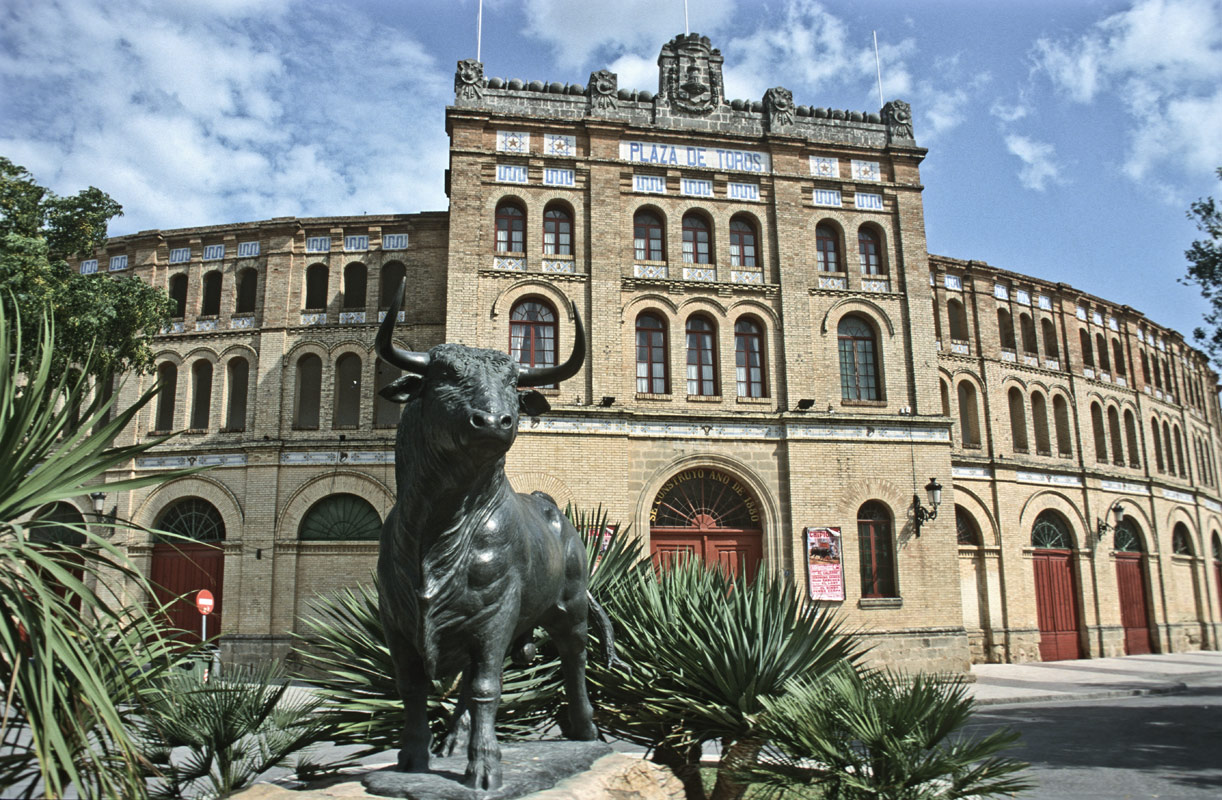
Plaza de Toros

De inwoners van 'El Puerto' leefden voornamelijk van de visvangst. Tegenwoordig is het toerisme een belangrijke inkomstenbron voor de stad.
Veel inwoners van Jerez de la Frontera en Sevilla hebben hier aan de kust een tweede appartement (aan het strand) voor in de zomer, als de hitte in de steden hen naar de kust doet vluchten. Aangezien het zeewater van de Atlantische Oceaan koel is vergeleken bij de Middellandse Zee, is het minder populair bij buitenlandse toeristen. Wel worden de vele visrestaurants (Gamba's!) bezocht door Amerikaanse mariniers en hun families, vanwege het feit dat El Puerto grenst aan Rota, een Spaans/Amerikaanse marinebasis. De mariniers die niet op de basis verblijven huren vaak huizen in El Puerto, aangezien ze voor drie of vijf jaar gestationeerd zijn.
Er is een drukbezochte visafslag en -markt, vanwaar de vers gevangen vis door heel Spanje wordt verspreid (en vooral naar restaurants en winkels in de wijde omtrek).
Eens in de week is er de zogenoemde zigeunermarkt, waar vooral kleding, stoffen, hebbedingetjes en snuisterijen worden verkocht.
Rondom de stad worden druiven (voornamelijk voor de Sherry, (Vino Fino of ook Vino de Jerez), olijven en zonnebloemen verbouwd. Het is er erg droog en alleen in de late winter/vroege lente valt er meestal wat regen. Van water wordt de stad voorzien door de bassins landinwaarts en in de Sierra's, waar regenwater in verzameld wordt.

## Demografische ontwikkeling
Bron: INE; 1857-2011: volkstellingen

## Partnersteden
- Ermoupoli (Griekenland)

## Geboren in El Puerto de Santa Maria
- Rafael Alberti (1902-1999), Spaans dichter
- José Manuel Pinto (1975),  Spaans voetballer
- Joaquín Sánchez (1981), Spaans voetballer
- Nono (1993), Spaans voetballer